# Onoz (Jura)
Pour les articles homonymes, voir Onoz.
 (17 juin 2010).
Onoz est une commune française située dans le département du Jura, dans la région culturelle et historique de Franche-Comté et la région administrative Bourgogne-Franche-Comté.

## Géographie

### Climat
Pour des articles plus généraux, voir Climat de la Bourgogne-Franche-Comté et Climat du département du Jura.
En 2010, le climat de la commune est de type climat de montagne, selon une étude du Centre national de la recherche scientifique s'appuyant sur une série de données couvrant la période 1971-2000. En 2020, Météo-France publie une typologie des climats de la France métropolitaine dans laquelle la commune est dans une zone de transition entre le climat semi-continental et le climat de montagne et est dans la région climatique  Jura, caractérisée par une forte pluviométrie en toutes saisons (1 000 à 1 500 mm/an), des hivers rigoureux et un ensoleillement médiocre. 
Pour la période 1971-2000, la température annuelle moyenne est de 9,4 °C, avec une amplitude thermique annuelle de 16,7 °C. Le cumul annuel moyen de précipitations est de 1 599 mm, avec 13,3 jours de précipitations en janvier et 9,7 jours en juillet. Pour la période 1991-2020, la température moyenne annuelle observée sur la station météorologique de Météo-France la plus proche, « Cernon », sur la commune de Cernon à 6 km à vol d'oiseau, est de 10,4 °C et le cumul annuel moyen de précipitations est de 1 567,8 mm. 
La température maximale relevée sur cette station est de 38,6 °C, atteinte le 13 août 2003 ; la température minimale est de −24 °C, atteinte le 10 janvier 1985,,. 
Les paramètres climatiques de la commune ont été estimés pour le milieu du siècle (2041-2070) selon différents scénarios d'émission de gaz à effet de serre à partir des nouvelles projections climatiques de référence DRIAS-2020. Ils sont consultables sur un site dédié publié par Météo-France en novembre 2022.

## Urbanisme

### Typologie
Au 1er janvier 2024, Onoz est catégorisée commune rurale à habitat dispersé, selon la nouvelle grille communale de densité à sept niveaux définie par l'Insee en 2022.
Elle est située hors unité urbaine et hors attraction des villes,.
La commune, bordée par un plan d’eau intérieur d’une superficie supérieure à 1 000 hectares, le lac de Vouglans, est également une commune littorale au sens de la loi du 3 janvier 1986, dite loi littoral. Des dispositions spécifiques d’urbanisme s’y appliquent dès lors afin de préserver les espaces naturels, les sites, les paysages et l’équilibre écologique du littoral, tel le principe d'inconstructibilité, en dehors des espaces urbanisés, sur la bande littorale des 100 mètres, ou plus si le plan local d’urbanisme le prévoit.

### Occupation des sols
L'occupation des sols de la commune, telle qu'elle ressort de la base de données européenne d’occupation biophysique des sols Corine Land Cover (CLC), est marquée par l'importance des forêts et milieux semi-naturels (70,4 % en 2018), une proportion identique à celle de 1990 (70,4 %). La répartition détaillée en 2018 est la suivante : 
forêts (70,4 %), eaux continentales (14 %), prairies (11,1 %), terres arables (2,8 %), zones humides intérieures (1,7 %). L'évolution de l’occupation des sols de la commune et de ses infrastructures peut être observée sur les différentes représentations cartographiques du territoire : la carte de Cassini (XVIIIe siècle), la carte d'état-major (1820-1866) et les cartes ou photos aériennes de l'IGN pour la période actuelle (1950 à aujourd'hui).

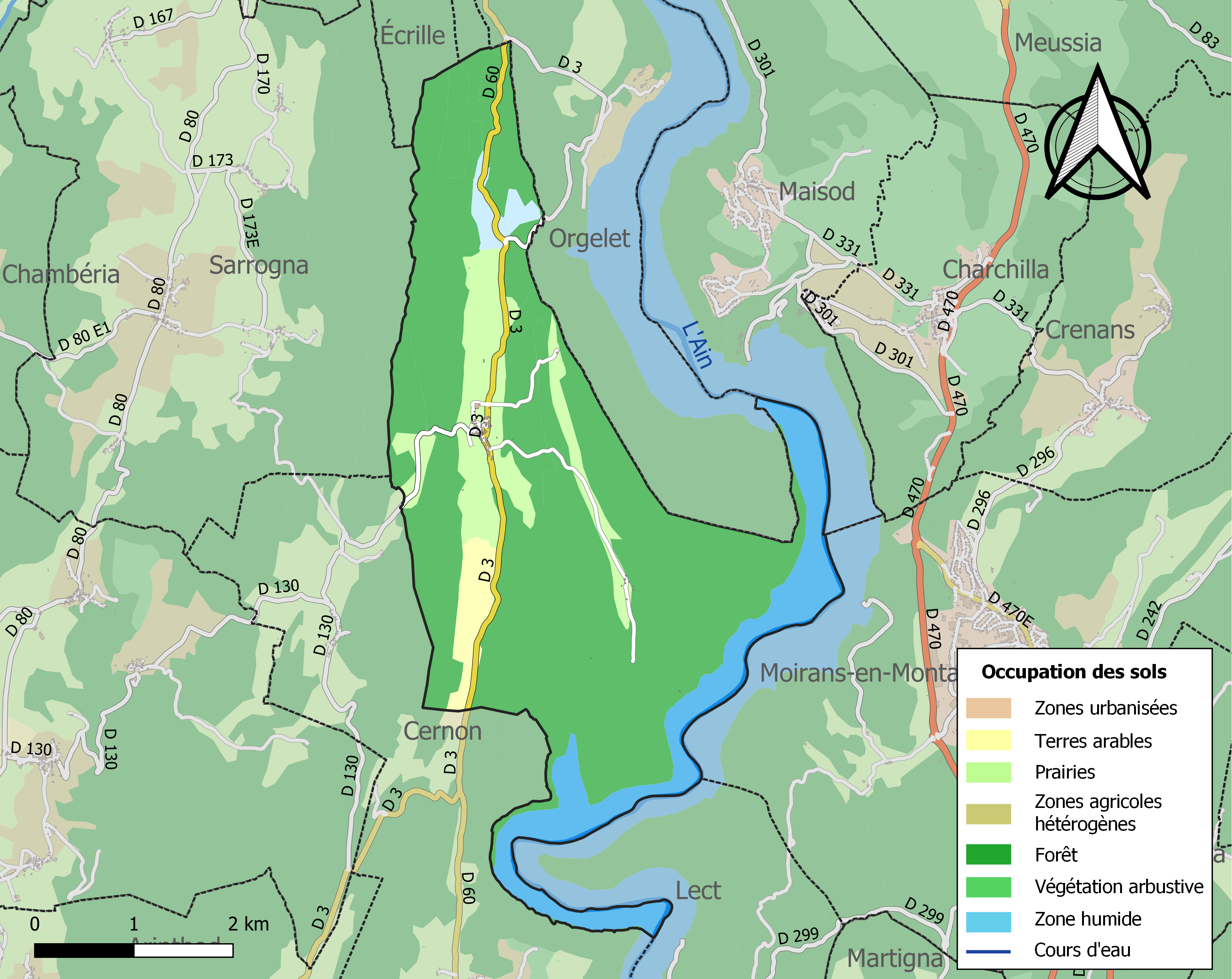
Carte des infrastructures et de l'occupation des sols de la commune en 2018 (CLC).

## Histoire
Le village est mentionné sous le nom de Hagonoscum dès le IXe siècle, mais Onoz aurait entre 1600 et 2000 ans[réf. nécessaire], et aurait été le domaine d’Hago, chef germain (Hago, le nom du Germain, et oscum, le domaine). C'est pourquoi les habitants du village s'appellent des Hagoniens.
En 1822, Onoz fusionne avec la commune de Chaviat.

## Politique et administration
| Période   | Période   | Identité               | Étiquette | Qualité |
| --------- | --------- | ---------------------- | --------- | ------- |
|           |           | Xavier Michaud         |           |         |
|           |           | André Poulet           |           |         |
|           |           | Noël Grandclément      |           |         |
|           | mars 2001 | Marcel Gentelet        |           |         |
| mars 2001 | mars 2014 | Jean-François Tonnaire |           |         |
| mars 2014 | En cours  | Jean-Noël Rassau       |           |         |

## Démographie
L'évolution du nombre d'habitants est connue à travers les recensements de la population effectués dans la commune depuis 1793. Pour les communes de moins de 10 000 habitants, une enquête de recensement portant sur toute la population est réalisée tous les cinq ans, les populations de référence des années intermédiaires étant quant à elles estimées par interpolation ou extrapolation. Pour la commune, le premier recensement exhaustif entrant dans le cadre du nouveau dispositif a été réalisé en 2005.

En 2022, la commune comptait 71 habitants, en évolution de −4,05 % par rapport à 2016 (Jura : −0,81 %, France hors Mayotte : +2,11 %).
| 1793 | 1800 | 1806 | 1821 | 1831 | 1836 | 1841 | 1846 | 1851 |
| ---- | ---- | ---- | ---- | ---- | ---- | ---- | ---- | ---- |
| 390  | 394  | 368  | 359  | 517  | 413  | 456  | 438  | 413  |

| 1856 | 1861 | 1866 | 1872 | 1876 | 1881 | 1886 | 1891 | 1896 |
| ---- | ---- | ---- | ---- | ---- | ---- | ---- | ---- | ---- |
| 384  | 382  | 382  | 309  | 309  | 299  | 294  | 305  | 281  |

| 1901 | 1906 | 1911 | 1921 | 1926 | 1931 | 1936 | 1946 | 1954 |
| ---- | ---- | ---- | ---- | ---- | ---- | ---- | ---- | ---- |
| 273  | 249  | 234  | 267  | 330  | 211  | 192  | 156  | 142  |

| 1962 | 1968 | 1975 | 1982 | 1990 | 1999 | 2005 | 2006 | 2010 |
| ---- | ---- | ---- | ---- | ---- | ---- | ---- | ---- | ---- |
| 140  | 123  | 89   | 79   | 66   | 61   | 79   | 80   | 87   |

| 2015 | 2020 | 2022 | - | - | - | - | - | - |
| ---- | ---- | ---- | - | - | - | - | - | - |
| 76   | 70   | 71   | - | - | - | - | - | - |

## Lieux et monuments
La Chartreuse de Vaucluse est fondée en 1139, avec des jardins en terrasse construits sur des arches baignant dans l'Ain (reconstruite partiellement au-delà du barrage de Vouglans).
L'église romane remaniée : Le diplôme de Lothaire Ier du 11 octobre 852 mentionne l'église d’Onoz. L'église est d'abord placée sous le vocable de saint Romain, diacre d'Antioche puis de saint Benoît. Abrite les dalles funéraires des seigneurs de Virechatel : Jean de La Palu (XVe siècle) et le baron d'Arnans, défenseur de la Franche-Comté pendant la conquête française (XVIIe siècle) ; stalles et groupe de bois sculpté provenant de la chartreuse de Vaucluse ; Vierge réputée miraculeuse (Pèlerinage à la Vierge miraculeuse le 8 septembre).
Le château de Virechâtel détruit au XVIIe siècle par Villeroy. Ses vestiges occupent l'extrémité d'une crête. L'accès qui devait être au sud, avait été détaché du reste de la montagne par un profond fossé. Il était protégé sur ses trois autres côtés par de hauts rochers. Il formait un parfait éperon barré. Ce château avait dû être bâti durant la première moitié du XIIe siècle, en effet, Hugues de Cuiseaux semble être le premier seigneur connu de Virechâtel. Vers l'an 1213, la seigneurie passa tout entière dans le giron de Jean de Monnet. Elle fut cédée par la suite, par mariage ou rachat, à diverses autres familles seigneuriales. Ce château semble avoir été occupé voire ruiné par les troupes de Louis XI, durant les guerres de Bourgogne, comme la plupart des forteresses médiévales jurassiennes en activité à cette époque. Lors de la guerre de dix ans, le château de Virechâtel servit de camp retranché au baron d'Arnans, partisan comtois qui malmenait les contingents franco-suédois. Il fut pris le 24 août de l'année 1639, et fut aussitôt démantelé et brûlé. Ce ne serait que sur les ordres de Louis XIV qu'il aurait été définitivement rasé. De nos jours, rares sont les vestiges qui nous laissent préjuger de sa grandeur passée. On y distingue cependant les soubassements du donjon, une belle bouche à feu ovale, la poterne partiellement effondrée, une belle petite fenêtre gothique et une partie de la courtine qui borde le précipice au nord / nord-ouest.
Le lac d'Onoz.

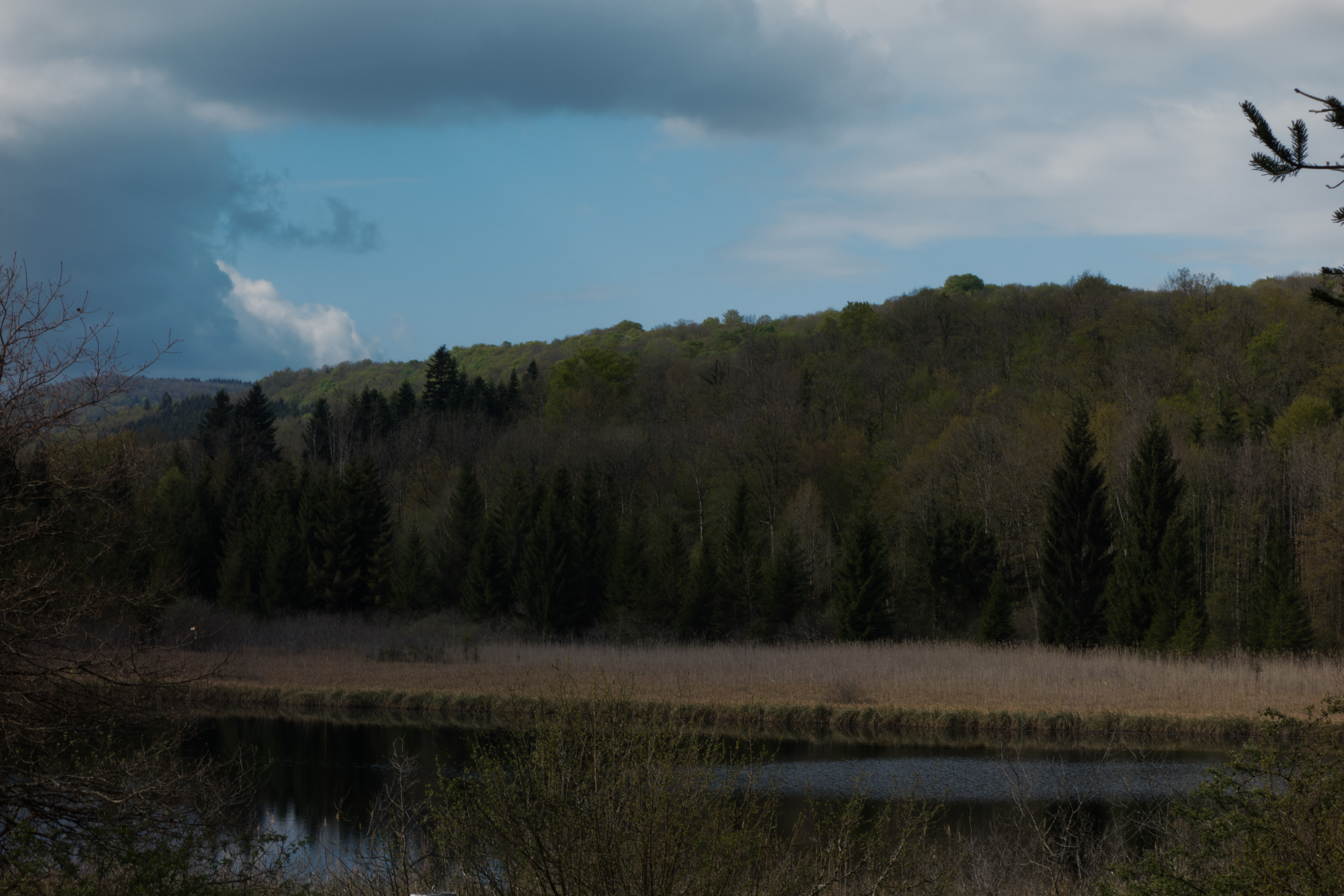
Lac d'Onoz, Jura, France

Le Lac de Vouglans (429 m d'altitude), mis en eau en 1968, est, avec son volume de plus de 600 millions de m3 d’eau et sa retenue de 35 kilomètres, le troisième plus important de France.

## Pèlerinage à la Vierge
L’origine du pèlerinage à Notre dame d’Onoz parait remonter aux premiers siècles du christianisme. Onoz, avec ses forêts, son lac, ses fontaines autour du monticule où se trouve aujourd’hui l’église était sans doute soumis à l’action druidique, et un sanctuaire fut certainement élevé à la Vierge Immaculée sur les ruines d’un temple consacré aux mystères d’une déesse du paganisme.
La Vierge de Campitelli
Sous les règnes de l'empereur Justin, à Constantinople, et de Théodoric, roi des Lombards, en Italie, vivait à Rome Galla, fille du patricien Simmaque. Un jour, le 17 juillet 524, ayant aperçu dans sa chambre une grande lumière qui demeurait suspendue, et ne pouvant comprendre cette merveille, elle courut au Vatican en faire part au saint pape Jean Ier.
Le Pontife se transporta chez elle, accompagné de son cortège ordinaire et d'une foule du peuple. À peine est-il été introduit dans l’appartement de Galla que l’on vit, parmi les rayons de gloire, deux séraphins portant une image peinte à l'or très fin sur un saphir de grande taille représentant Jésus dans les bras de la Sainte Vierge. Les anges s’approchèrent du Pontife, et lui confièrent ce trésor comme un gage de la protection divine dans un temps où la peste dépeuplait toute l'Italie. En effet ce cruel fléau cessa dès ce jour.
En mémoire de cette heureuse délivrance et pour honorer le don de dieu, Galla convertit son palais en une église qu’elle fit bâtir avec la dernière magnificence (sous le nom de Sainte Marie in Portieu, aujourd’hui in Campitelli). Elle fit placer l'image miraculeuse dans le lieu même où elle s’était fait voir la première fois, environnée d’une clarté céleste.
Non contente de laisser sa maison à la sainte Vierge qui l’avait choisie pour sa demeure et celle de son divin fils, Galla lui légua encore tous ses biens, et le pape Jean Ier, ayant consacré l’église, y attacha des indulgences et de grands privilèges, confirmés depuis par nombre de ses successeurs. Ce monument de la piété de Galla étant tombé en ruines dans le XIe siècle, Grégoire VII le rétablit et le consacra de nouveau.
La contagion qui fut chassée le jour où descendit la sainte image, reparut en Italie sous le pontificat de Saint Grégoire. Elle causa, jusque dans Rome, des ravages fort rapides. Le Pape se rendit dans l'église où reposait la Vierge miraculeuse, qu'il porta processionnellement dans la Basilique des saints apôtres. Elle en fut rapportée le lendemain, et le mal cessa entièrement. Les papes Galixte III et Adrien VI ont éprouvé le même effet en renouvelant cette pieuse cérémonie; et c’est une chose bien remarquable que Rome ait été délivrée de tous les malheurs qui la menaçaient ou qui l’affligeaient, toutes les fois qu’on s’est adressé à la sainte Vierge, dans son église favorite.
Le révérend père Arsène Odoardy
Né en 1652, a Pignerol (Piémont Italien, français de 1631 à 1693) d’un père militaire originaire de Valence, il est élevé à Lyon puis rentre dans les ordres. En 1702 il fit un pèlerinage à Rome aux tombeaux des apôtres. En 1706 il y fit faire une copie de l’image sainte de la vierge de Campitelli sur une tablette de cyprès de dix pouces de haut et sept et demi de large derrière laquelle on lisait les inscriptions latines suivantes "Cette image de la bienheureuse Vierge Marie in Portieu fut peinte sur une tablette de cyprès par Augustino Galpinio, à Carpigna. Elle toucha l'original dans l’église de Sainte Marie, vulgairement appelée in Campitelli, à Rome, le jour de l’Immaculée Conception huit des ides de décembre. Notre saint père le pape Clément XI la bénit y attachant une indulgence à l’article de la mort, Rome année de la Rédemption du monde MDCCV" et "Cette image que le P. André Odoarchy, pièmontais, fit exécuter à ses frais, a touché l’original et a reçu, avec la bénédiction du pape Clément XI, la faveur d’une indulgence plénière à l'article de la mort pour tous ceux qui la visiteraient pieusement, 8 décembre 1705"
Le révérend Père parcouru alors l'Europe dans l'intérêt de son ordre et pour chercher un asile pour son image. En cours de route il constata des prodiges :
- à Vienne (Autriche), il pria l'image de sauver des nautoniers de eaux du Danube : cela se produisit ;
- à proximité de Coblence (Allemagne), l'image dérouta des voleurs.

Arrivé à Dole, en 1732, le marquis de Balay lui offrit un terrain à Marigna pour construire une chapelle dédiée à la Vierge de Campitelli. Le roi de France refusa cette possibilité. À Onoz, François Marie du Saix, le Seigneur de Virechâtel et baron d’Arnans (dont la famille était aussi originaire de Pignerol) l'accueillit et lui offrit  l’hospitalité dans son château, siège de la mairie actuelle (le château de Virechâtel étant alors en ruine depuis presque un siècle). Le révérend père y habita et déposa sa pieuse image à l’église et vint y prier régulièrement. Le Révérend Père Arsène Odoardy décéda à Onoz le 2 juin 1736.
Dès ce moment, le pèlerinage à Notre Dame d’Onoz acquit une grande célébrité et prit une extension extraordinaire. La réputation de sainteté du pieux anachorète s’était étendue de proche en proche jusque dans les contrées voisines. Les prodiges nombreux et éclatants opérés par l’entremise de la céleste Vierge attirèrent l’attention des populations environnantes. La Bresse, la Bourgogne, le Bugey envoyèrent de nombreuses députations à l’autel de la miraculeuse image.
Lors de la Révolution, l'image originale fut retirée de l'église le 24 ventôse l’an second de la république française , c-à-d le 14 mars 1794) et brûlée à Orgelet[réf. nécessaire]. On la remplaça par la matrice en cuivre qui servait à réaliser des copies puis, en 1877, par un nouvel original.
Le pèlerinage actuel
Le pèlerinage a lieu chaque année à la date du 8 septembre.

## Personnalités liées à la commune
- César du Saix, seigneur de Virechatel, baron d’Arnans

### Les Seigneurs de Virechâtel
Le hameau et le château du Saix se trouvent à 3 km au sud de Bourg en Bresse, dans la forêt de Seillon. Le hameau d’Arnans se trouve quant à lui, à 3 km à l’Est de Chavannes sur Suran (Ain) et à 3 km au Nord de l’abbaye de St Maurice des Chasaux. La famille du Saix a occupé différentes charges tant auprès des souverains de Savoie que de France de 1150 à 1450.
César épouse en 1623 Antide Hélène Morel, dame de Virechatel et vient s’établir en 1637 au château de celle-ci. César du Saix lutte contre l'invasion de la Comté par les troupes françaises de Richelieu et l’armée de mercenaires suédois commandée par Bernard de Saxe Weimar. Presque toutes les villes sont prises, pillées et incendiées par les Français. La population est décimée tant par la guerre que par la peste.Aux ordres du duc de Lorraine, César du Saix commande jusqu'à 1 000 cavaliers et 2 000 fantassins avec pour lieutenant le célèbre Lacuzon. César du Saix s'illustrera surtout par ses actions de guérilla contre les français
| Nom                                                        | Note(s) |                                     |
| ---------------------------------------------------------- | --- | ----------------------------------- |
| Hugues de Cuisel                                           | vit en 1139 |                                     |
| Ponce 1er de Cuisel                                        | 1160-1199 |                                     |
| Ponce 2 de Cuisel                                          | 1199-1230 |                                     |
| Jean de Monnet                                             | Achat en 1213 |                                     |
| Odon de Beauregard                                         | |                                     |
| Agnès de Beauregard                                        | Sœur d'Odon |                                     |
| Philippe de Vienne, sire de Mirebel en 1290 (par engagère) | |                                     |
| Robert de Beauregard                                       | Récupération de sa forteresse de Virechâtel en 1290 engagée auprès d'Hugues de Vienne, fils de Philippe de Vienne seigneur de Mirebel, pour 100 livres viennoises. | Achat en 1331 (Robert, fils d’Odon) |
| Louis de la Palu                                           | Achat avant 1347 |                                     |
| Robert de la Palu                                          | |                                     |
| Guigues de la Palu                                         | Reprise de fief 1392 & 1423 respectivement auprès de Jean de Chalôn-Châtelbelin puis du Duc de Bourgogne.                                                          |                                     |
| Hugues de la Palu                                          | Comte de Varax, Maréchal de Savoie en 1482 puis gouverneur du Dauphiné de 1485 à 1488                                                                              |                                     |
| Jean Philibert de la Palu                                  | Comte de Varax, Chevalier de l’Annonciade en 1519 Fils d’Hugues en secondes noces                                                                                  |                                     |
| Pierre Morel                                               | Achat avant 1540 |                                     |
| Louis Morel                                                | |                                     |
| Girard Morel                                               | Seigneur de Virechatel, la Villette, Viremont |                                     |
| Antide Hélène Morel                                        | Épouse en 1623 César du Saix |                                     |
| François Marie du Saix                                     | Baron d’Arnans U8.12.1661 |                                     |
| Pierre Marie du Saix                                       | Baron d’Arnans U 1680 |                                     |
| Claude Guillaume du Saix                                   | Baron d’Arnans, U 4 aout 1741 |                                     |
| Emmanuel-Dominique du Saix                                 | Baron de Virechatel en 1766, Baron d’Arnans, U Aout 1781 |                                     |
| Françoise du Saix                                          | Épouse Vaucher de Grand Champ |                                     |

## Sources